# Karl Rechinger
Karl Rechinger (1867 – 1952 ) fue un botánico, briólogo, y explorador austríaco, nacido en Viena. Fue el padre del también botánico Karl H. Rechinger (1906-1998).
Estudia en la Universidad de Viena, y de 1902 a 1922 fue curador en la División de botánica del Museo de Historia Natural de Viena. En 1905 con su esposa Lily Rechinger-Favarger (1880-1973), participa de una expedición a Oceanía, donde desarrollará investigaciones botánicas en la Samoa alemana, las islas Salomón y en Nueva Guinea. A resultas de sus exploraciones, publica los siguientes tres obras:
- Botanische und Zoologische Ergebnisse einer Wissenschaftlichen Forschungsreise nach den Samoainseln, dem Neuguinea-Archipel und den Salomonsinseln, 1907. 91 pp.
- Deutsch Neu-Guinea. Streifzüge in Deutsch Neu-Guinea and auf den Salomons-Inseln. Con L. Rechinger-Favarger, Berlín 1908
- Vegetationsbilder aus dem Neu-Guinea-Archipel. Ed. Jena : Gustav Fischer. 1908
- Botanische and zoologische Ergebnisse einer wissenschaftlichen Forschungsreise nach den Samoa-Inseln, dem Neuguinea-Archipel and den Salomons-Inseln, 1908-1915

- La abreviatura «Rech.» se emplea para indicar a Karl Rechinger como autoridad en la descripción y clasificación científica de los vegetales.[1]